# El Descanso (Mine)
El Descanso ist eine Kohle-Tagebaumine im Norden Kolumbiens auf Gemeindegebiet von El Paso im Departamento Cesar. El Descanso wird zusammen mit der nahe gelegenen Mine La Loma (auch Mina Pribbenow genannt) von Drummond betrieben. Die Kohle aus den beiden Minen wird per Eisenbahn 193 Kilometer zum Hafen Puerto Drummond transportiert.